# SNK GALS' FIGHTERS
『SNK GALS' FIGHTERS』（エス・エヌ・ケイ ギャルズ ファイターズ）は、2000年1月27日に夢工房が開発し、エス・エヌ・ケイより発売されたネオジオポケットカラー専用対戦型格闘ゲームである。2020年4月30日よりSNKよりNintendo Switchへの移植版が配信開始された。

## 作品解説
エス・エヌ・ケイのゲームに登場する様々な女性キャラクターたちが、ゲームの枠を超えて一堂に会し、格闘大会（QOF、クイーン・オブ・ファイターズ）を戦い、勝ち抜くというゲームである。
使用キャラクターは通常の8名、条件を満たした時に使用できる隠しキャラクター3名の計11名であり、この中より1名を選択し使用する。
操作については、ボタンの押す時間の長短により強弱を使い分けられること以外は、1レバーと2ボタンのみのシンプルな操作である。必殺技も再現されているが、ギャグ描写が入るなどコミカルに描かれている。
戦闘中に時折、イヤリングなどのアイテムが手に入ることがあり、それを使用することで防御力アップなどの効果が得られる。なお、アイテムは使わずに複数ストックすることもできる。
ネオジオポケットカラー版は専用ケーブルで本体同士を繋ぐことで対戦もできる。Switch版は1本のみで対戦が可能。

## あらすじ
2000年、世界各国の有力な女性格闘家たちのもとに、一通の招待状が届けられる。
要約すると「2000年。QOFを開催する。大会の優勝者には、一つだけ何でも願いが叶うという御札「Kの御札」を進呈する。以上。…X」とあり、さらに追伸として、「願いを増やしたい等の願いは不可」「招待状を受け取った者は必ず来ること、ただし男は来るな」「この作品はフィクションです…（略）」などと書かれている。
Xとは何者でQOFとは何かといった謎をよそに、願いが叶う御札を巡って、女性格闘家たちは欲望むき出しの熱いバトルに挑む。

## 登場キャラクター
括弧内は登場する作品。

### 通常キャラクター
- シェルミー（『ザ・キング・オブ・ファイターズ』）
- ナコルル（『サムライスピリッツ』）
- 麻宮アテナ（『サイコソルジャー』、『ザ・キング・オブ・ファイターズ』） - 本作では『'99』のデザインで登場する。
- レオナ（『ザ・キング・オブ・ファイターズ』）
- ユリ・サカザキ（『龍虎の拳』、『ザ・キング・オブ・ファイターズ』）
- 不知火舞（『餓狼伝説』、『ザ・キング・オブ・ファイターズ』）
- 色 （『サムライスピリッツ』）
- 一条あかり（『月華の剣士』）

### 隠しキャラクター
- ウィップ（『ザ・キング・オブ・ファイターズ』）
- ミスX（『ザ・キング・オブ・ファイターズ』）
- ユキ（『ザ・キング・オブ・ファイターズ』） - 原作ゲームではサブキャラクター。